# Карниці (Мазовецьке воєводство)
Карниці (пол. Karnice) — село в Польщі, у гміні Пуща-Марянська Жирардовського повіту Мазовецького воєводства.
Населення — 95 осіб (2011).
У 1975-1998 роках село належало до Скерневицького воєводства.

## Демографія
Демографічна структура станом на 31 березня 2011 року:
|          | Загалом | Допрацездатний вік | Працездатний вік | Постпрацездатний вік |
| -------- | ------- | ------------------ | ---------------- | -------------------- |
| Чоловіки | 44      | 5                  | 34               | 5                    |
| Жінки    | 51      | 8                  | 26               | 17                   |
| Разом    | 95      | 13                 | 60               | 22                   |